# Laomarex regia
Laomarex regia är en snäckart som först beskrevs av Gardner 1968.  Laomarex regia ingår i släktet Laomarex och familjen punktsnäckor. Inga underarter finns listade i Catalogue of Life.